# Mesera arpi
Mesera arpi är en fjärilsart som beskrevs av William Schaus 1896. Mesera arpi ingår i släktet Mesera och familjen ädelspinnare. Inga underarter finns listade i Catalogue of Life.